# Progresul Bryczany
Progresul Bryczany (rum. Fotbal Club Progresul Briceni) – mołdawski klub piłkarski z siedzibą w Bryczanach.

## Historia
Chronologia nazw:
- 1992—1994: Vilia Bryczany
- 1994—1996: Progresul Bryczany

Drużyna piłkarska Vilia Bryczany została założona w mieście Bryczany w 1992. W sezonie 1992/1993 debiutował w Divizia A, w której zajął pierwsze miejsce i zdobył awans do pierwszej ligi. W 1993 debiutował w Wyższej Lidze Mołdawii. W 1994 zmienił nazwę na Progresul Bryczany. W sezonie 1995/96 zajął przedostatnie 15. miejsce i spadł z powrotem do Divizia A. Jednak przed startem nowego sezonu klub wycofał się z rozgrywek i został rozwiązany.

## Sukcesy
- 12 miejsce w Divizia Națională: 1994/95
- 1 miejsce w Divizia A: 1992/1993